# Andrej Cewan
Andrej Cewan (biał. Андрэй Цэван; ur. 15 marca 1986 w Mińsku) – białoruski piłkarz grający na pozycji pomocnika.

## Kariera klubowa
W grudniu 2011 roku podpisał dwuletni kontrakt z Szachciorem Soligorsk.
| Sezon | Klub                | Kraj     | Rozgrywki        | Mecze | Bramki |
| ----- | ------------------- | -------- | ---------------- | ----- | ------ |
| 2002  | Dynama Brześć       | Białoruś | Wyszejszaja liha | 3     | 0      |
| 2003  | Dynama Brześć       | Białoruś | Wyszejszaja liha | 10    | 0      |
| 2004  | Dynama Brześć       | Białoruś | Wyszejszaja liha | 14    | 1      |
| 2005  | Dynama Brześć       | Białoruś | Wyszejszaja liha | 5     | 0      |
| 2006  | Dynama Brześć       | Białoruś | Wyszejszaja liha | 15    | 0      |
| 2007  | Dynama Brześć       | Białoruś | Wyszejszaja liha | 22    | 0      |
| 2008  | Dynama Brześć       | Białoruś | Wyszejszaja liha | 26    | 11     |
| 2009  | Dynama Brześć       | Białoruś | Wyszejszaja liha | 14    | 1      |
| 2010  | Dynama Brześć       | Białoruś | Wyszejszaja liha | 20    | 2      |
| 2011  | Dynama Brześć       | Białoruś | Wyszejszaja liha | 26    | 7      |
| 2012  | Szachcior Soligorsk | Białoruś | Wyszejszaja liha | 13    | 0      |